# Cerkiew Świętej Trójcy w Jekaterynburgu
Cerkiew Świętej Trójcy (ros. Храм в честь Святой Живоначальной Троицы), zwana popularnie cerkwią Troicką (ros. Троицкая церковь) – prawosławna cerkiew znajdująca się w Jekaterynburgu, w obwodzie swierdłowskim. Wzniesiona w latach 1889–1892. W okresie sowieckim mieściła m.in. straż pożarną i kino. Odzyskana przez wiernych w 1995.

## Historia i architektura

### Okres Imperium Rosyjskiego
Rosyjskie osadnictwo wokół jeziora Szartasz datuje się na przełom XVII i XVIII wieku. W 1682 mieli w tych okolicach zamieszkać starowiercy, którzy przybyli na ten obszar Imperium Rosyjskiego m.in. z rejonu Moskwy i Tuły. Około 1833 znajdowało się tu przeszło czterysta zabudowań, zamieszkiwanych przez starowierców, a oni sami zaczęli zyskiwać wielkie znaczenie na ziemi uralskiej jako kupcy. W 1824 Jekaterynburg wizytował imperator Aleksander I Romanow. W czasie swojej podróży odwiedził on też osadników zamieszkałych nad brzegami jeziora Szartasz, a świta cesarska poleciła wbić w tym miejscu prawosławny krzyż. Tak narodzić się miała legenda, że inicjatorem budowy cerkwi Troickiej był Aleksander I, a po jego wizycie sprawa wzniesienia tu prawosławnej świątyni miała być już przesądzona. Sprawa wzniesienia obiektu sakralnego w tej części miasta nie posunęła się naprzód. W 1828 duchowieństwo prawosławne rozpoczęło działalność misyjną wśród mieszkańców osiedla szartaskiego, a w 1834 imperator Mikołaj I Romanow wydał decyzję o utworzeniu na terenie eparchii permskiej dwóch jednowierczych monasterów, męskiego i żeńskiego. Żeński monaster miał zostać ulokowany nad Szartaszem, a bogaty kupiec Wierchodanow przekazał na ten cel ziemię, łącznie sto dziesięcin gruntów, a także zapewnić miał inne przywileje ekonomiczne w tej okolicy. Plany te ostatecznie nie zostały zrealizowane. W 1849 wzniesiona została murowana czasownia, która w 1862, przy wsparciu jednego z pobliskich zakładów, przekształcona została następnie w pełnoprawną cerkiew. 
Współcześni określali cerkiew jako ubogą i lichą, wyglądającą raczej jak rodzaj urzędu niż obiekt sakralny. Był to prosty, murowany budynek z drewnianą dzwonnicą, mieściło się w nim także mieszkanie kapłana, a stan techniczny obiektu już w latach osiemdziesiątych XIX wieku nie był najlepszy. Zewnętrzne ściany pomalowane były na biało, fasada dekorowana była czterema kolumnami, a sama cerkiew wyposażona była w cztery dzwony. Diecezjalna gazeta (Jekatierinburgskije jeparchialnyje wiedomosti) wezwała władze miasta, eparchii, a także zwykłych wiernych by jak najszybciej zajęli się przebudową cerkwi znajdującej się nad jeziorem Szartasz. Zdaniem prasy taka akcja nie wymagałaby wcale wielkiego nakładu środków i sił, a w konsekwencji świątynia zaczęłaby wreszcie wyglądać jak cerkiew z prawdziwego zdarzenia. Wszystko to z pożytkiem dla miejscowych wiernych i miasta. Okazją do przebudowy miało być „cudowne” ocalenie imperatora Aleksandra III i jego rodziny z zamachu na pociąg cesarski w dniu 17 października 1888. W ten sposób cerkiew nad Szartaszem miała stać się świątynią wotywną, a do wspomożenia tej inicjatywy wezwał biskup jekaterynburski Polikarp. Wierni udzielili wystarczającego wsparcia finansowego by 27 sierpnia 1889 mogła się rozpocząć przebudowa świątyni. Tego dnia położone zostały fundamenty pod przyszłe prezbiterium (ołtarz), a także pod dzwonnicę. Nad Szartasz przybył z tej okazji wspomniany biskup Polikarp, który błogosławił wiernych i sprawował pod gołym niebem Boską Liturgię. W uroczystościach wzięli udział także przedstawiciele władz i pobliskich zakładów wytwórczych. Na czele uroczystej procesji niesiono ikonę św. Sergiusza z Radoneża, przysłaną nowej parafii przez oberprokuratora Świątobliwego Synodu Rządzącego Konstantina Pobiedonoscewa. W dniu tym zbierano także ofiary wśród wiernych na dalszą budowę świątyni. Ogółem uzyskano około 57 rubli, a okoliczni mieszkańcy przekazali także przedmioty codziennego użytku. W kolejnych latach wsparcia budowie, zarówno finansowego jak i w materiałach budowlanych, udzieliły okoliczne zakłady przemysłowe. Jeszcze w 1889 wzniesiono budynek szkoły parafialnej, gdzie duchowieństwo rozpoczęło edukację religijną dla okolicznych mieszkańców.
Budowę zakończono oficjalnie 17 lipca 1892, gdy nastąpiła konsekracja świątyni. Cerkwi nadano wezwanie Świętej Trójcy, wiązało się to także z utworzeniem niezależnej struktury parafialnej. Do 1859 wierni z tych okolic podlegali pod sobór św. Katarzyny Aleksandryjskiej, a następnie pod cerkiew Proroka Eliasza. Wnętrza były zdobione złotem, ikonostas wykonany był z rzeźbionego drewna, a w świątyni znajdowały się także ikony, krzyże oraz kioty. Wieża świątyni miała wysokość 27 metrów. W archiwach zachowały się informacje na temat duchowieństwa cerkwi Świętej Trójcy. Od 1874 do 1884 posługę kapłańską pełnił tu ojciec Konstantin Gorbunow, a funkcję starosty cerkiewnego sprawował Aleksandr Piesteriew. W 1884 przełożonym cerkwi został swiaszczennik Michaił Gorbunow, a w 1915 posługiwali tu swiaszczennik Siergiej Maksimow i psałomszczik Michaił Wasiljewicz Miedwiediew. Nieopodal cerkwi znajdował się cmentarz Włodzimierski, gdzie grzebani byli parafianie oraz duchowieństwo.

### Okres sowiecki
Zmiana położenia cerkwi Świętej Trójcy nastąpiła po przewrocie październikowym i ostatecznym przejęciu władzy przez bolszewików. Wierni i kapłani poddani zostali represjom przez władze Swierdłowska, a świątynie prawosławne w mieście boleśnie odczuły m.in. akcję konfiskaty majątku Rosyjskiego Kościoła Prawosławnego w 1922. Duchowieństwo posługujące przy cerkwi Troickiej pozostało wierne metropolicie Sergiuszowi. Cerkiew została ostatecznie zamknięta w 1937, choć niektóre źródła podają, że stało się to już w 1936. Wnętrza zostały ograbione z pozostałych ikon oraz innych elementów wyposażenia liturgicznego i na trzech wozach wywiezione nad brzeg jeziora Szartasz, gdzie zostały zakopane. Budynek został przekazany swierdłowskiej straży pożarnej i pod tym kątem przebudowany. Wieża cerkiewna została przekształcona w pożarowo-ćwiczebną, a po kilku latach ostatecznie wyburzona. W międzyczasie na jej szczycie zamontowany został nadajnik radiowy. Okna zostały zamurowane by przystosować obiekt do nowej funkcji. Wyburzono także kopułę dawnej świątyni. W okresie sowieckim budynek był siedzibą kina Łucz, a także klubu miejskiego, a w czasie pieriestrojki znajdowało się tu centrum rzemiosł. Na przełomie lat osiemdziesiątych i dziewięćdziesiątych budynek został de facto porzucony i pozostawał pusty. Pobliski cmentarz został zrównany z ziemią i przeznaczony pod budownictwo mieszkaniowe.

### Odzyskanie i remont cerkwi
W październiku 1995 przedstawiciele Rosyjskiego Kościoła Prawosławnego podpisały porozumienie z władzami Jekaterynburga, na mocy którego budynek dawnej cerkwi Świętej Trójcy został zwrócony dawnym właścicielom. Ordynariusz eparchii jekaterynburskiej i wierchoturskiej Nikon włączył świątynię w struktury parafialne działające przy powstającej cerkwi Narodzenia Pańskiego. Budowla znajdowała się w opłakanym stanie technicznym. Początkowo nabożeństwa odbywać się więc musiały się w małym pomieszczeniu, znajdującym się poza obrębem dawnego obiektu sakralnego. Od razu rozpoczęto remont obiektu, a jego odbudowę wspierali mieszkańcy miasta, m.in. Władimir Kontiejew, zastępca mera Jekaterynburga. W 1998 na terenie dawnego cmentarza Włodzimierskiego ustawiono pamiątkowy krzyż. Główne prace rekonstrukcyjne zakończyły się w 2000. Wymieniono m.in. dach, odrestaurowano okna, a także zamontowano system centralnego ogrzewania. W 1997 budynkowi przywrócono kopułę. Odbudowano dzwonnicę, która mierzyła teraz 30 metrów wysokości, a zawieszono na niej siedem dzwonów. Wieżę tę zwieńczono krzyżem, a na wyposażeniu świątyni znalazł się nowy ikonostas, a także kioty dla wizerunków Opieki Najświętszej Bogurodzicy i Objawienia Pańskiego. W 2001 wzniesione zostało baptysterium, przeznaczone dla chrztów dokonywanych poprzez zanurzenie. W 2002 prowadzono prace na terenie przylegającym do cerkwi, m.in. odnowiono budynki zaplecza gospodarczego, wzniesiono parkan i stworzono mały park. Budynek cerkwi Troickiej jest mały, wykonany z cegły, ściany pomalowane zostały na biało, kopuła w odcieniu szarości, mniejsze kopuły (charakterystyczne dla ruskiej architektury sakralnej) pozłacane.

## Współczesność
Najważniejsze święta obchodzone w cerkwi to Święto Trójcy Świętej, Święto Opieki Najświętszej Bogurodzicy i Święto Objawienia Pańskiego, gdy święci się wodę z pobliskiego jeziora Szartasz. W tej ostatniej ceremonii tradycyjnie, oprócz okolicznych mieszkańców i duchowieństwa parafialnego, biorą także udział ordynariusze eparchii jekaterynburskiej. Od 2002 przy cerkwi działa szkoła parafialna, a także biblioteka. Duchowieństwo wspiera pobliskie szkoły, a także wychowanków domu dziecka Gniezdyszko. W 2004 cerkwi przekazano kopię Kazańskiej Ikony Matki Bożej, którą udało się uratować przed zniszczeniem z rąk władz sowieckich. Była ona przez te lata przechowywana w sekrecie przez jedną z rodzin mieszkających w tej części miasta. W 2008 świętowano sto sześćdziesiątą rocznicę budowy cerkwi. Z tej okazji wmurowany został kamień węgielny pod budowę centrum duchowo-oświatowego, którego budowa zakończyła się rok później. Jednopiętrowy budynek, zgodnie ze swoją nazwą, służy celom religijnym i edukacyjnym, jakie realizowane są przy cerkwi. Inauguracja centrum odbyła się 11 czerwca 2009, wzięli w niej udział przedstawiciele władz miasta, a także arcybiskup Wincenty. Cerkiew Świętej Trójcy położona jest na terenie rejonu kirowskiego i jest ona świątynią filialną podlegającą pod parafię przy cerkwi Narodzenia Pańskiego.